# 22–34 Bridge Street (Penicuik)

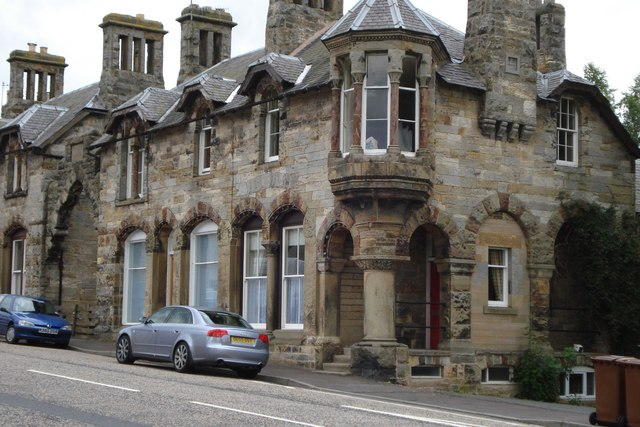
22–34 Bridge Street

Unter der Adresse 22–34 Bridge Street in der schottischen Stadt Penicuik in der Council Area Midlothian befindet sich ein Wohn- und Geschäftsgebäude. 1990 wurde das Bauwerk in die schottischen Denkmallisten in der höchsten Kategorie A aufgenommen.

## Beschreibung
Das Gebäude liegt an der A701, der Hauptstraße von Penicuik, im Süden der Stadt. Es wurde im Jahre 1860 als Wohnraum für alleinstehende Frauen aus der Belegschaft der nahegelegenen Valleyfield Mill erbaut. Ebenerdig waren außerdem fünf Ladengeschäfte eingerichtet, von denen heute noch eines existiert. Das Gebäude wurde nach einem Entwurf des schottischen Architekten Frederick Thomas Pilkington erbaut. Die westexponierte Frontseite ist mit einem Torbogen im maurischen Stil gestaltet. Die Fenster schließen mit Rundbögen ab, die teils zu Zwillingsfenstern gruppiert sind. Im Obergeschoss sind sie auch mit Mittelpfosten gestaltet. Einzig das Fenster im Zwerchgiebel ist rechteckig. An der südwestlichen Gebäudekante kragt ein Erker mit Walmdach aus. Die Fenster sind mit ornamentierten Mittelpfosten gearbeitet. Das Dach ist mit grauem Schiefer eingedeckt.